# Nowomęczennicy chińscy

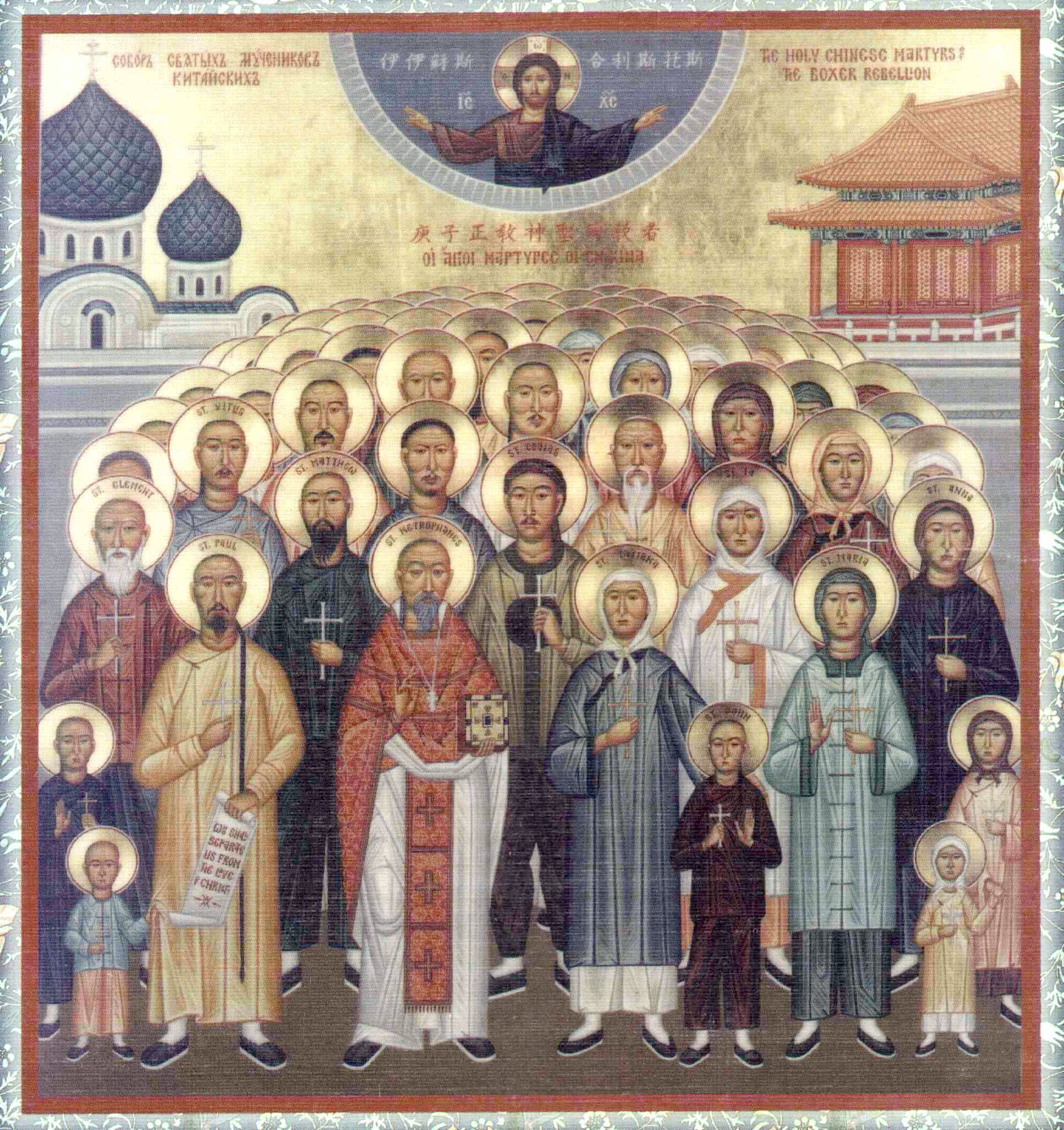

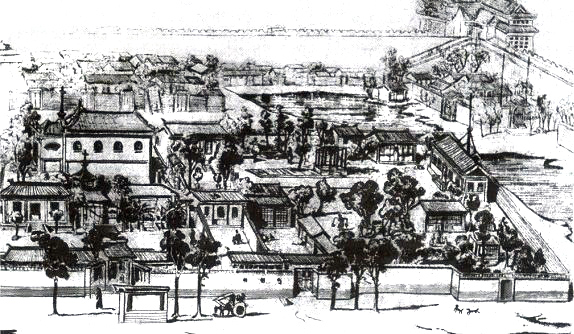
Siedziba Rosyjskiej Misji Duchownej w Chinach, widok z 1850

Nowomęczennicy chińscy – określenie 222 prawosławnych zabitych w czasie powstania bokserów w Pekinie. Zostali oni kanonizowani przez Rosyjską Cerkiew Prawosławną, ich wspomnienie przypada 24 czerwca (według kalendarza juliańskiego).
Szerzenie prawosławia na terenie Chin było zapoczątkowane przez rosyjską misję prawosławną zainicjowaną przez Piotra Wielkiego. 
W ostatnich latach XIX wieku na czele misji stał archimandryta Innocenty (Figurowski), który po wybuchu powstania bokserów opuścił razem z pozostałymi misjonarzami dotychczasową siedzibę misji i schronił się w budynku ambasady rosyjskiej w Pekinie. 11 czerwca 1900 budynek zajmowany do tej pory przez Rosjan został spalony, a całe jego wyposażenie zniszczone. Wcześniej, w maju, niszczone były cerkwie i szkoły wzniesione przez misję na prowincji. 
W nocy z 23 na 24 czerwca 1900 powstańcy zamordowali również 222 wyznawców prawosławia narodowości chińskiej (lub Chińczyków pochodzenia rosyjskiego), którzy przyjęli tę religię pod wpływem działalności misji. Wśród zabitych był proboszcz parafii prawosławnej Mitrofan, Chińczyk, który otrzymał święcenia kapłańskie w Japonii z rąk św. Mikołaja Japońskiego. Ciała zabitych zostały wrzucone do wspólnego grobu, na miejscu którego stanęła następnie cerkiew Wszystkich Świętych Męczenników. Została ona zniszczona po 1957. Noc, w czasie której doszło do morderstwa, określana jest „Pekińską nocą św. Bartłomieja”.